# Battletoads & Double Dragon: The Ultimate Team
Battletoads & Double Dragon: The Ultimate Team is een computerspel dat werd ontwikkeld door Rare Ltd. en uitgegeven door Tradewest. Het spel kwam in 1993 als eerste uit voor de Nintendo Entertainment System. Later volgde ook andere platforms.

## Platforms
| Jaar | Platform            |
| ---- | ------------------- |
| 1993 | Game Boy, NES, SNES |
| 1994 | Sega Mega Drive     |

## Ontvangst
Het spel werd wisselend ontvangen:
| Beoordeeld door             | Platform        | Jaar | Score |
| --------------------------- | --------------- | ---- | ----- |
| The Video Game Critic       | SNES            | 2000 | 100%  |
| All Game Guide              | NES             | 1998 | 90%   |
| Hobby Consolas              | SNES            | 1994 | 84%   |
| Nintendo Magazine System UK | NES             | 1993 | 82%   |
| Sega-16.com                 | Sega Mega Drive | 2007 | 80%   |
| Hardcore Gaming 101         | NES             | 2000 | 80%   |
| Consoles Plus               | SNES            | 1994 | 79%   |
| Mega Fun                    | Game Boy        | 1994 | 62%   |
| Game Informer Magazine      | SNES            | 2005 | 50%   |
| All Game Guide              | SNES            | 1998 | 50%   |
| Thunderbolt Games           | Sega Mega Drive | 2004 | 50%   |
| HonestGamers                | Sega Mega Drive | 2003 | 50%   |
| Total! (Duitsland)          | Game Boy        | 1994 | 35%   |
| HonestGamers                | SNES            | 2005 | 30%   |